# Franz Krolop
Franz Krolop   (Praha-Troja, 5 de setembre de 1839 - Berlín, 30 de maig de 1897) va ser un cantant d'òpera (baix) alemany.

## Biografia
Franz Krolop era fill d'un administrador de terres. Després de la mort primerenca del seu pare, va anar a l'escola secundària a Gitschin, on va rebre formació en cant a l'església. Del 1856 al 1861 va estudiar dret a la Universitat Karl Ferdinand de Praga. Durant aquest temps va continuar estudiant cant amb Louis Appé.
Després de completar els seus estudis, Krolop va treballar inicialment com a auditor intern de l'exèrcit a Praga. Però aviat va abandonar aquesta carrera per formar-se com a cantant sota la direcció de Richard Lewy a Viena.
Després de compromisos a Troppau, on va debutar el 1863, a Linz, Bremen i Leipzig, va arribar a l'Òpera de la Cort Berlín el 1872. El seu repertori era molt extens.
Krolop estava casat amb la cantant d'òpera Vilma von Voggenhuber (1841-1888) des del 1871. Entre els seus alumnes si va comptar Arthur Preuss. La seva tomba es troba al cementiri de Jerusalem i a la Nova Església I de Berlín.